# Zone de déplétion
En électronique, la zone de déplétion, aussi appelée zone de charge d'espace (ZCE), ou zone désertée, correspond à la région qui apparaît dans une jonction P-N, entre la zone dopée N et la zone dopée P. Elle est appelée « zone de déplétion » ou « zone désertée » parce qu'elle est dépourvue de porteurs libres, et elle est appelée « zone de charge d'espace » parce qu'elle est constituée de deux zones chargées électriquement (contrairement au reste du semi-conducteur N et du semi-conducteur P qui sont globalement neutres)....

## Principe
Quand un semi-conducteur de type N est mis en contact avec un semi-conducteur de type P (jonction P-N), les électrons majoritaires du côté N (respectivement les trous majoritaires du côté P) vont être entraînés vers la zone P (respectivement vers la zone N pour les trous) où ils sont minoritaires, par phénomène de diffusion. Ce faisant, ils laissent derrière eux des ions de charges opposées, qui assuraient la neutralité électrique des semi-conducteurs N et P avant qu'ils ne soient mis en contact. Enfin, les électrons (respectivement les trous) qui se sont déplacés vers la zone P se recombinent avec les trous majoritaires (respectivement avec les électrons majoritaires en zone N).
Il y a donc apparition dans le semi-conducteur de type N d'une zone dépourvue d'électrons à la jonction (respectivement une zone dépourvue de trous dans le semi-conducteur de type P), alors que cette zone contient toujours les ions résultant des atomes dopants. Ces ions dont la charge totale Q > 0 (Q < 0 dans la zone P) n'est plus compensée par les électrons créent un champ électrique que l'on peut calculer en intégrant l'équation de Poisson.
 La juxtaposition de ces deux zones dépourvues de porteurs libres et chargées électriquement constituent la zone de déplétion.
Le champ électrique généré par cette zone, orienté dans le sens des charges positives (en zone N) vers les charges négatives (en zone P), entraîne les électrons et les trous dans le sens opposé au phénomène de diffusion. Ainsi la jonction atteint un équilibre car le phénomène de diffusion et le champ électrique se compensent.